# Харлоу, Джордж Генри
Джордж Генри Харлоу (англ. George Henry Harlow, 10 июня 1787 — 4 февраля 1819) — английский художник, портретист.

## Биография
Харлоу родился на Сент-Джеймс-стрит в Лондоне, его отец несколько лет занимался торговлей с Китаем, но скончался за пять месяцев до рождения сына, оставив вдову с пятью маленькими дочерьми. Харлоу обучался в классической школе доктора Барроу на Сохо-сквер, а затем в школе мистера Роя на Берлингтон-стрит. Некоторое время он учился в Вестминстерской школе, но, проявив пристрастие к живописи, его отправили на обучение к художнику-пейзажисту Генри де Корту. Затем он обучался под руководством Сэмюэля Драммонда, художника-портретиста, но примерно через год поступил в студию сэра Томаса Лоуренса (президента Королевской академии). Говорят, что этот шаг был предпринят по предложению Джорджианы, герцогини Девонширской. Харлоу щедро заплатил Лоуренсу за проживание и право копировать, но согласно контракту не имел права на обучение.
Харлоу решил посвятить себя живописи и отказался от предложения стать секретарем в Ост-Индской, сделанного друзьями его отца. Он провел около восемнадцати месяцев в студии Лоуренса, копируя его картины и время от времени делал эскизы для картин Лоуренса.
Отныне Харлоу придерживался оригинальной системы художественного образования. Он резко осуждал все академические правила и принципы. Он обладал отличной памятью и наблюдательностью: ему удалось нарисовать портрет джентльмена по имени Хэйр, недавно умершего, только раз встретив того на улице. Хотя он открыто выступал против Королевской академии, он был кандидатом в академики, но за него проголосовал только Генрих Фюссли .
Первой картиной Харлоу выставленной в Академии в 1804 году, был портрет доктора Торнтона. Его портреты хорошо продуманы и, хотя во многом напоминают стиль и манеру Лоуренса, имеют свой собственный характер. Его женские портреты всегда были изящными и приятными. Его первыми выставленными картинами на историческую тему были «Queen Elizabeth striking the Earl of Essex» в Королевской академии в 1807 году, и «The Earl of Bolingbroke entering London» в Британском институте в 1808 году
В 1815 году он написал «Hubert and Prince Arthur» для Уильяма Лидера, богатого депутата, который впоследствии обменял картину на портреты своих дочерей. В 1814 году он написал серию портретов актера Чарльза Мэтьюза в различных образах, привлекших всеобщее внимание.
В начале своей карьеры Харлоу делал зарисовки артистов театра, особенно актрисы Сары Сиддонс, которая завершила карьеру в 1812 году. Позже он переработал некоторые из этих рисунков в картины. По заказу учителя музыки Томаса Уэлша Сиддонс изображена в роли королевы Кэтрин в шекспировском « Генрихе VIII» . Картина была выставлена в Королевской академии в 1817 году и вызвала большой общественный интерес.
В 1818 году Харлоу, желая отточить свое мастерство, посетил Италию, чтобы изучать старых мастеров. Он свел близкое знакомство с Антонио Кановой, и тот представил его Папе. Харлоу усердно работал и завершил копию «Transfiguration» Рафаэля за восемнадцать дней. Он был избран членом Академии Святого Луки в Риме, что необычно для английского художника, и был приглашен написать автопортрет для галереи художников Уффици во Флоренции. Он написал картину «Wolsey receiving the Cardinal’s Hat in Westminster Abbey» и подарил ее Академии в Риме.
Его художественные успехи в Италии были внушительными, но по возвращении в Англию 13 января 1819 года он заболел железистым поражением горла, которое, привело к смерти художника 4 февраля. Ему было 32 года. Он был похоронен под алтарем Церкви Святого Иакова на Пикадилли, а на его похоронах присутствовали выдающиеся художники того времени. Выставка его главных работ прошла в Пэлл-Мэлле . Его коллекции, в том числе множество эскизов, были проданы на аукционе 21 июня 1819 года .
По его работам можно только предполажить то, чего он мог бы достичь. Многие из его портретов были выгравированы, а портреты Джеймса Норткота, Фузели, Томаса Стотарда, Уильяма Бичи, Джона Флаксмана и других были высоко оценены. Его автопортрет, написанный для галереи во Флоренции, был выгравирован для работы Раналли Imperiale e Reale Galleria di Firenze . Рисунок с нее, сделанный Дж. Джексоном, был завещан попечителям Национальной портретной галереи в 1888 году племянником художника Дж. Харлоу Уайтом.